# Švicarska rukometna reprezentacija
Švicarska rukometna reprezentacija predstavlja državu Švicarsku u športu rukometu.
Krovna organizacija: Schweizerischer Handball-Verband

## Poznati igrači i treneri
- Marc Baumgartner
- Arno Ehret
- Manuel Liniger
- Iwan Ursic
- Andy Schmid
- Irislav Dolenec (trener)
- Hansrudolf Meier (trener)
- René Wetzel (trener)
- Pero Janjić (trener)
- Vinko Kandija (trener)
- Sead Hasanefendić (trener)
- Arno Ehret (trener)
- Gunnar Blombäck (trener)
- Urs Mühlethaler (trener)
- Armin Emrich (trener)
- Halid Demirović (trener)
- Peter Bruppacher (trener)
- Urs Mühlethaler (trener)
- Arno Ehret (trener)
- Dragan Đukić (trener)
- Goran Perkovac (trener)
- Rolf Brack (trener)

## Nastupi naOI
Švicarska rukometna reprezentacija je četiri puta nastupala na olimpijskim igrama. Njihov najbolji plasman je treće mjesto, ali se tada još nije igralo u dvorani.
- prvaci: -/-
- doprvaci: -/-
- treći: 1936.

## Nastupi naSP
Švicarska rukometna reprezentacija je dosada četiri puta nastupala na svjetskim prvenstvima. Najbolji plasmani su dva četvrta mjesta iz 1954. i 1993.
- prvaci: -/-
- doprvaci: -/-
- treći: -/-

## Nastupi naEP
Švicarska rukometna reprezentacija dosada nije osvojila nijednu medalju na europskim prvenstvima. Kvalificirala se samo za dvije završnice i najbolji dosadašnji plasman je 12. mjesto 2004.
- prvaci: -/-
- doprvaci: -/-
- treći: -/-

## Vanjske poveznice
Švicarski rukometni savez